# Marathon van Enschede 1998
De marathon van Enschede 1998 werd gelopen op zondag 7 juni 1998. Het was de 30e editie van deze marathon.
De Djiboutiaan Ahmed Salah bereikte bij de mannen als eerste de finish in 2:13.25. Bij de vrouwen ging de overwinning naar de Poolse Violetta Kryza, die de wedstrijd in 2:38.51 voltooide.
Dit was het laatste evenement in het Stadion Het Diekman. Hierna werd dit stadion gesloopt.

## Uitslagen

### Mannen
| rang   | naam                   | land | tijd    |
| ------ | ---------------------- | ---- | ------- |
| Goud   | Ahmed Salah            | DJI  | 2:13.25 |
| Zilver | Simon Bor              | KEN  | 2:13.29 |
| Brons  | Dmitriy Kapitonov      | RUS  | 2:13.37 |
| 4      | Stephen Langat         | KEN  | 2:13.52 |
| 5      | My Tahar Echchadli     | MAR  | 2:14.43 |
| 6      | Michael Mukoma         | KEN  | 2:14.59 |
| 7      | Tena Negere            | ETH  | 2:15.01 |
| 8      | Kefa Keraro            | KEN  | 2:15.01 |
| 9      | Luc Krotwaar           | NED  | 2:15.32 |
| 10     | Joshua Kimaiyo         | KEN  | 2:17.12 |
| 11     | Mustapha El Filali     | MAR  | 2:17.24 |
| 12     | Abderrahim Benredouane | MAR  | 2:18.36 |
| 13     | Philip Chirchir        | KEN  | 2:19.25 |
| 14     | Yuri Punda             | RUS  | 2:19.32 |
| 15     | Nicholas Kimaiyo       | KEN  | 2:19.37 |
| 16     | Sergey Sokov           | BLR  | 2:20.02 |
| 17     | Charles Omwoyo         | KEN  | 2:20.33 |
| 19     | Ten Dam                | NED  | 2:23.23 |
| 22     | Aleksey Zhelonkin      | RUS  | 2:28.50 |

### Vrouwen
| rang   | naam                  | land | tijd    |
| ------ | --------------------- | ---- | ------- |
| Goud   | Violetta Kryza        | POL  | 2:38.51 |
| Zilver | Irina Sklyarenko      | RUS  | 2:44.39 |
| Brons  | Luminit Moanga-Talops | ROU  | 2:53.37 |
| 4      | Lutcia Beljiaeva      | RUS  | 2:53.49 |
| 5      | Marjan Huizing        | NED  | 2:53.56 |

1947 ·
1949 ·
1951 ·
1953 ·
1955 ·
1957 ·
1959 ·
1961 ·
1963 ·
1965 ·
1967 ·
1969 ·
1971 ·
1973 ·
1975 ·
1977 ·
1979 ·
1981 ·
1983 ·
1985 ·
1987 ·
1989 ·
1991 ·
1992 ·
1993 ·
1994 ·
1995 ·
1996 ·
1997 ·
1998 ·
1999 ·
2000 ·
2001 ·
2002 ·
2003 ·
2004 ·
2005 ·
2006 ·
2007 ·
2008 ·
2009 ·
2010 ·
2011 ·
2012 ·
2013 ·
2014 ·
2015 ·
2016 ·
2017 ·
2018 ·
2019 ·
2020 · 2021 ·
2022 ·
2023 ·
2024 ·
2025